# Loxogramme mussooriana
Loxogramme mussooriana là một loài dương xỉ trong họ Polypodiaceae. Loài này được R.D.Dixit & Silpi Das mô tả khoa học đầu tiên năm 1995.
Danh pháp khoa học của loài này chưa được làm sáng tỏ. 